# زفياد ستوروا
زفياد ستوروا هو لاعب كرة قدم جورجي في مركز حراسة المرمى، ولد في 25 أبريل 1978 في الاتحاد السوفيتي. لعب مع توربيدو كوتيسي ونادي دينامو باتومي ونادي دينامو تبليسي ونادي سيوني بولنيسي ونادي ميتالورغي روستافي.

## وصلات خارجية
- زفياد ستوروا على موقع الاتحاد الدولي (مؤرشف)  (الإنجليزية)
- زفياد ستوروا على موقع قاعدة بيانات كرة القدم.إي يو (الإنجليزية)
- زفياد ستوروا على موقع ناشيونال فوتبول تيمز (الإنجليزية)
- زفياد ستوروا على موقع عالم كرة القدم.نت (الإنجليزية)